# Битка при Роркс Дрифт
Битката в отбрана на протестантската мисия при Роркс Дрифт непосредствено последва тежкото британско поражение при Исандлуана в Англо-зулуската война по-рано на 22 януари 1879 г. и продължава и на следващия ден 23 януари.
139 британски войници успешно отбраняват гарнизонния си пост срещу яростното нападение на четири хиляди зулуски воини (импи). Огромната атака срещу мисията почти сразява малкия британски гарнизон и на британския успех се гледа като на една от най-добрите отбрани в историята. На защитниците са връчени 11 Кръста Виктория, наред с множество други отличия и почести. Британските командири са Джон Чард и Гонвил Бромхед. В битката загиват 17 британци, а 14 са ранени. Зулусите имат 351 загинали.